# Cap de Regana
El cap de Regana és un cap de l'illa de Mallorca, situat al municipi de Llucmajor. És l'extrem oriental de la badia de Palma. Durant anys hi hagué una bateria de costa que defensava la badia de Palma.